# Highland Springs
Highland Springs és una concentració de població designada pel cens dels Estats Units a l'estat de Virgínia. Segons el cens del 2000 tenia 15.137 habitants.

## Demografia
Segons el cens del 2000, Highland Springs tenia 15.137 habitants, 5.788 habitatges, i 4.132 famílies. La densitat de població era de 686 habitants per km².
Dels 5.788 habitatges en un 37,9% hi vivien nens de menys de 18 anys, en un 41,2% hi vivien parelles casades, en un 25,5% dones solteres, i en un 28,6% no eren unitats familiars. En el 23,4% dels habitatges hi vivien persones soles el 7,6% de les quals corresponia a persones de 65 anys o més que vivien soles. El nombre mitjà de persones vivint en cada habitatge era de 2,59 i el nombre mitjà de persones que vivien en cada família era de 3,03.
Per edats la població es repartia de la següent manera: un 29,1% tenia menys de 18 anys, un 8,5% entre 18 i 24, un 31,1% entre 25 i 44, un 21,2% de 45 a 60 i un 10,2% 65 anys o més.
L'edat mediana era de 34 anys. Per cada 100 dones de 18 o més anys hi havia 76,8 homes.
La renda mediana per habitatge era de 39.936 $ i la renda mediana per família de 42.887 $. Els homes tenien una renda mediana de 33.117 $ mentre que les dones 25.726 $. La renda per capita de la població era de 17.979 $. Entorn del 8,5% de les famílies i el 10,4% de la població estaven per davall del llindar de pobresa.

## Poblacions més properes
El següent diagrama mostra les poblacions més properes.